# Apeadero de Castedo
El Apeadero de Castedo es una plataforma ferroviaria desactivada de la Línea del Duero, que servía a la localidad de Castedo, en el ayuntamiento de Alijó, en Portugal.

## Historia
Este apeadero se encontraba entre las Estaciones de Pinhão y Túa de la línea del Duero, habiendo este tramo entrado en servicio el 1 de septiembre de 1883.